# Yolo (motto)
Yolo (alternativt yolo eller YOLO) är en akronym för you only live once vilket på svenska betyder "man lever bara en gång" (jämför carpe diem). Förkortningen är en uppmaning om att njuta av livet, även om det innebär att ta risker, och används i ungdomskulturen och i musiken.

## Bakgrund
Frasen you only live once tillskrivs ofta skådespelerskan Mae West, men variationer i uttrycket har använts i över 100 år, även så långt tillbaka som i den tyska valsen Man lebt nur einmal, svenskt översatt "Man lever bara en gång", av Johann Strauss den yngre år 1855.
Ian Flemings tolfte bok om James Bond heter You Only Live Twice (1964).

## I ungdomskulturen
Frasen är ett populärt uttryck i ungdomskulturen. Graffiti med akronymen yolo har blivit vanligt förekommande, och många ungdomar säger sig ha det som motto. Exempelvis har skådespelaren Zac Efron en tatuering med förkortningen. Yolo används också i tryck på kläder och andra varor som riktar sig till tonåringar, exempelvis mössor och t-shirtar.

## Kritik
Washington Post och The Huffington Post beskriver yolo som den "nyaste akronymen man älskar att hata" respektive "dumt". Ordet har kritiserats för dess användning i kombination med vårdslöst beteende, särskilt i ett Twitter-inlägg av rapparen Ervin McKinness, där han strax före sin död beskriver att han kört berusad i 193 km/h och i samband med beskrivningen använder hashtaggen #FuckitYOLO.
Komedihiphopgruppen The Lonely Island parodierade uttrycket i låten "Yolo", som de spelade in 2013 tillsammans med Adam Levine och Kendrick Lamar. I låten tolkar de "du lever bara en gång" som att man ständigt ska vara på sin vakt, eftersom man bara har ett liv och kan dö när som helst. Mot slutet av låten läses akronymen yolo ut som "you oughta look out", på svenska "du borde se upp".